# Diamantina River
Der Diamantina River ist ein Fluss im Westen des australischen Bundesstaates Queensland und im Nordosten von South Australia. Er hat ein Einzugsgebiet von 157.000 km².

## Geografie

### Flusslauf
Der Fluss entspringt in der Swords Range, rund 70 Kilometer südwestlich von Kynuna. Von seiner Quelle fließt er zunächst nach Nordosten bis Kynuna. Westlich von Winton beschreibt er einen Halbkreis, nimmt den Western River auf und setzt seinen Lauf nach Südwesten fort. Er durchfließt den Diamantina-Nationalpark, wo er den Mayne River aufnimmt, und passiert den Astrebla-Downs-Nationalpark im Süden. Im weiteren Verlauf  bildet der Diamantina River die Ostgrenze der Simpsonwüste. Bei Birdsville biegt der Fluss nach Süden ab, überschreitet die Grenze nach South Australia und mündet in die Goyder Lagoon und damit in den Warburton River.
Nur selten führt der Fluss ausreichend Wasser, dass er den Warburton River speisen kann. Bei starkem Regen aber überflutet der Diamantina River großflächig Landschaften, vornehmlich  in der Zeit zwischen Dezember und März. Der Fluss nimmt je nach Landschaft eine graue oder braune Farbe an.

### Landesnatur und Wirtschaft
Das Land am Diamantina River ist sehr flach, der höchste Punkt liegt unter 500 m Seehöhe. Die größten Attraktionen am Fluss sind die beiden Nationalparks. Ansonsten dient das Land vorwiegend der Haltung von Schafen und Rindern.

### Nebenflüsse mit Mündungshöhen
- Elbow Creek – 245 m
- Traverse Creek – 242 m
- Derry Derry Creek – 239 m
- Little Lubra Creek – 232 m
- Glen Urquhart Creek – 223 m
- Mungor Creek – 215 m
- Winters Creek – 212 m
- Tumulka Creek – 207 m
- Six Mile Creek – 206 m
- Glen George Creek – 200 m
- Four Mile Creek – 199 m
- Tabletop Creek – 197 m
- Crescent Creek – 185 m
- Horse Creek – 180 m
- Bullock Creek – 176 m
- Watt Creek – 175 m
- Dick Creek – 172 m
- Dinner Creek – 172 m
- Farewell Creek – 170 m
- O’Brien Creek – 165 m
- Cathedral Creek – 165 m
- Branch Creek – 162 m
- Emu Creek – 161 m
- Dunbar Creek – 158 m
- Yackadoo Creek – 155 m
- Wokingham Creek – 154 m
- Western River – 154 m
- Owens Creek – 153 m
- Magpie Creek – 152 m
- Mulray Creek – 151 m
- Murdering Creek – 149 m
- Williams Creek – 145 m
- Cameron Creek – 138 m
- Scarr Creek – 137 m
- Dingleberry Creek – 134 m
- Cadell Creek – 134 m
- Kells Creek – 131 m
- McBride Creek – 120 m
- Milperoo Creek – 106 m
- Mayne River – 104 m
- Eight Mile Creek – 104 m
- Pot Jostler Creek – 104 m
- Edkins Creek – 93 m
- Browns Creek – 93 m
- Brackabra Creek – 91 m
- Davenport Creek – 90 m
- Peleenah Creek – 83 m[1]

### Durchflossene Seen
Der Diamantina River durchfließt eine Reihe von Wasserlöchern, die meist auch dann mit Wasser gefüllt sind, wenn der Fluss selbst trocken liegt:
- Lake Goonabulka – 160 m
- Nine Mile Waterhole – 155 m
- Barracks Waterhole – 145 m
- Old Cork Waterhole – 129 m
- Old Brighton Waterhole – 127 m
- Gum Waterhole – 123 m
- Pennethackeri Waterhole – 92 m
- Mandragoonah Waterhole – 89 m
- Horseshoe Waterhole – 85 m
- Coonangerra Waterhole – 84 m
- Yetti Waterhole – 82 m
- Mackhara Waterhole – 76 m
- Ningga Waterhole – 74 m
- Wilpally Waterhole – 72 m
- Kimmo Waterhole – 71 m
- Montapiria Waterhole – 65 m
- Happy Miller Waterhole – 64 m
- Old Tackraminta Waterhole – 64 m
- Damier Waterhole – 62 m
- Mooraberrie Waterhole – 61 m
- Wyeroo Waterhole – 61 m
- Wantata Waterhole – 60 m
- Doorie Waterhole – 59 m
- Ombroo Waterhole – 58 m
- Windaroo Waterhole – 55 m
- Wilparoo Waterhole – 54 m
- Thundapurty Waterhole – 54 m
- Wilpungra Waterhole – 54 m
- Cuppa Waterhole – 53 m
- Waggaratchie Waterhole – 53 m
- Cooningheera Waterhole – 52 m
- Benditoota Waterhole – 50 m
- Nerathella Waterhole – 48 m
- Dickerie Waterhole – 39 m
- Lake Uloowaranie – 34 m
- Andrewilla Waterhole – 33 m
- Pelican Waterhole – 30 m
- Konchera Waterhole – 29 m
- Gibson Camp Waterhole – 26 m[1]

## Namensherkunft
Seinen Namen erhielt er von William Landsborough im Jahre 1866 nach Diamantina Bowen, geborene Roma, der Frau des ersten Gouverneur von Queensland, Sir George Ferguson Bowen.